# Білга
Білга (івр. בִּלְהָה, Bilha, Bilhāh, «нерішуча, сором'язлива») — згідно з Книгою Буття служниця-невільниця Рахилі, яка стала наложницею патріарха Якова і народила від нього синів Дана і Нафталі (Бут. 30:1-6, Бут. 30:8).
Хоча Яків більше любив Рахиль, ніж Лію, проте Господь зробив Рахиль безплідною, а Лія народила від нього дітей (Бут. 29:31). Рахиль запалала заздрістю до Лії та вимагала від Якова, щоб дав їй синів. Проте Яків лише сказав: «Чи я замість Бога, що затримав від тебе плід утроби?». Тоді Рахиль віддала свою служницю Білгу, щоб та народила дітей для неї, і Білга народила на її колінах (Бут. 30:3). Про першого сина від Білги Рахиль каже: «Розсудив Бог мене, а також вислухав голос мій, і дав мені сина. Тому назвала ймення йому: Дан». Свідченням про суперницькі стосунки між двома дружинами Якова є слова Рахилі про її другого сина від невільниці: «Великою боротьбою боролась я з сестрою своєю, і перемогла. І назвала ймення йому: Нефталим» (Бут. 30:8). Коли Білга народила двох синів, Лія вчиняє те саме — віддає свою служницю Зілпу Якову. Лія називає двох синів Зілпи своїми і бере безпосередню участь у їх вихованні. У єврейській традиції Білга вважається похованою в Гробниці праматерів у Тверії. Лія, Рахиль, Білга та Зілпа є праматерями Дванадцяти племен Ізраїля.